# Salvador Prat i Asensio
Salvador Prat Asensio (Olesa de Montserrat 1961) es un economista, historiador y político. Ha sido el alcalde de Olesa desde el 11 de junio de 2011 hasta el 13 de junio de 2015
Ha formado parte de diversas entidades de Olesa de Montserrat y ha sido miembro activo del movimiento vecinal, primero desde la Asociación de Vecinos del Casco Antiguo y después como presidente de la Federación de Asociaciones de Vecinos de Olesa (FAVOM). Fue uno de los impulsores del colectivo “Olesans per la Participació”. Es licenciado en Ciencias Económicas y en Historia, Realizó un posgrado en Gestión y Administración Local. Profesionalmente se dedica al análisis econòmicofinanciero.  El año 2003 encabeza la coalición "Bloc Olesà-EUiA", que entra al Ayuntamiento con dos regidores. El año 2007 vuelve a encabezar el proyecto del "Bloc Olesà", que obtiene cinco regidores. Al 2011 el "Bloc Olesà gana las elecciones locales con 9 regidores, y el día 11 de junio del mismo año fue elegido alcalde de Olesa. Prometió que solo sería alcalde durante un mandato y al 2015 se presenta al final de la  lista del Bloc Olesà y deja el ayuntamiento después de que su partido volviera a ganar las elecciones y esta vez por mayoría absoluta, con 12 regidores.